# Semljicola
Semljicola is een geslacht van spinnen uit de familie hangmatspinnen (Linyphiidae).

## Soorten
De volgende soorten zijn bij het geslacht ingedeeld:
- Semljicola alticola (Holm, 1950)
- Semljicola angulatus (Holm, 1963)
- Semljicola arcticus (Eskov, 1989)
- Semljicola barbiger (L. Koch, 1879)
- Semljicola beringianus (Eskov, 1989)
- Semljicola caliginosus (Falconer, 1910)
- Semljicola convexus (Holm, 1963)
- Semljicola faustus (O. P.-Cambridge, 1900)
- Semljicola lapponicus (Holm, 1939)
- Semljicola latus (Holm, 1939)
- Semljicola obtusus (Emerton, 1915)
- Semljicola qixiensis (Gao, Zhu & Fei, 1993)
- Semljicola simplex (Kulczyński, 1908)
- Semljicola thaleri (Eskov, 1981)